# (34333) 2000 QG211
2000 QG211 (asteroide 34333) é um asteroide da cintura principal. Possui uma excentricidade de 0.11956880 e uma inclinação de 1.02746º.
Este asteroide foi descoberto no dia 31 de agosto de 2000 por LINEAR em Socorro.